# Большая Кяма (станция)
Большая Кяма — железнодорожная станция Архангельского региона Северной железной дороги, находящаяся в посёлке Большая Кяма Обозерского городского поселения Плесецкого района Архангельской области.
Рабочее движение на участке «Обозерская — Кодино» открылось в 1939 году. В 1941 году на линии «Сорокская — Обозерская» было открыто сквозное рабочее движение. Дорога строилась заключёнными «Сорокалага» (подразделения ГУЛЖДС НКВД СССР). Линия «Вологда — Коноша — Обозерская — Урамец — Большая Кяма — Малошуйка — Маленьга — Беломорск» и далее на Мурманск полностью электрифицирована на переменном токе напряжением 25 кВ и является частью грузового экспортного коридора из России в Финляндию. Линия от Обозерской, через Большую Кяму, до Беломорска — однопутная.
В 1944 году существовала узкоколейная железная дорога колеи 750 мм от станции Большая Кяма до карьера Кямских известняковых разработок.

### Карты
- Станция Большая Кяма на карте Wikimapia
- Карта-километровка. P-37-19,20 (Лист Ковкула)
- Большая Кяма. Публичная кадастровая карта

| Предыдущая станция                             | Поезда | Следующая станция                               |
| ---------------------------------------------- | ------ | ----------------------------------------------- |
| Урамец в сторону Обозерской, Котласа и Вологды |        | Мошное в сторону Вонгуды, Малошуйки и Мурманска |